# Rogue (esport)
Pour les articles homonymes, voir Rogue.
Rogue est une organisation professionnelle américaine de sport électronique. Elle est propriétaire de plusieurs équipes en compétition sur de nombreux titres. Elle dispose notamment d'une équipe sur League of Legends basée en Europe: participant au championnat européen de League of Legends (LEC). Rogue est gérée par la société mère ReKTGlobal, qui possède également l'équipe de la Call of Duty League, les London Royal Ravens. L'organisation est co-détenue par l'éminent DJ Steve Aoki, mais aussi d'autres investisseurs incluant Imagine Dragons, Rudy Gobert, Nicky Romero, Nick Gross et Landon Collins,. Le 6 octobre 2022, l'équipe annonce un partenariat avec l'équipe d'Ibai Llanos : KOI. Bien que cet accord concerne principalement la place en LEC, la gestion sportive de l'équipe reste aux mains des fondateurs du club. Cependant, toutes les équipes Rogue deviennent désormais KOI et l'ancienne structure est alors dissoute. Ces changements deviennent effectifs en décembre 2022.
Grâce à un désaccord entre KOI et l'un de ses principaux actionnaires, Rogue est recréée. L'équipe américaine récupère ainsi sa place en LEC, en plus de son équipe sur Rainbow Six Siege.

## League of Legends
Riot Games annonce le 20 novembre 2018 que Rogue serait l'un des dix partenaires de franchise participant au nouvellement rebaptisée championnat européen de League of Legends.
Pour le Spring Split 2019 de la LEC, Rogue signe Kim « Profit » Jun-hyung, Mateusz « Kikis » Szkudlarek, Chres « Sencux » Laursen, Martin « HeaQ » Kordmaa et Kim « Wadid » Bae-in.
Le 21 décembre 2019, Rogue annonce un partenariat avec l'organisation esportive polonaise x-kom AGO de l'Ultraliga, avec Rogue restant responsable de l'équipe elle-même et x-kom AGO responsable « d'établir une formation à Varsovie et d'une approche marketing dédiée ».
Pour 2022, l'équipe doit sauver les meubles car l'offseason était rude. Deux de leur joueur, Kacper « Inspired » Słoma, jungler, et l'ADC français Steven « Hans Sama » Liv, sont partis aux LCS, respectivement chez Evil Geniuses et chez Team Liquid. Pour compenser leurs pertes, ils décident de signer un contrat avec l'ADC Markos « Comp » Stamkopoulos, anciennement remplaçant chez Team Vitality, ainsi qu'avec le jungler coréen Kim « Malrang » Geun-seong, remplaçant de l'équipe championne du monde en 2020 Damwon Kia. Ils signent aussi un contrat avec Christopher « SeeEl » Lee, nouvel assistant coach, anciennement chez Team Vitality.Bee en LFL.
Le premier split se déroule correctement pour Rogue. L'équipe achève les matchs aller avec un score parfait (9-0) et la saison régulière avec un 14-4, score très honorable. Ils se retrouvent donc 1er et s'envolent vers les playoffs. Malheureusement pour l'équipe, ils ne parviennent pas à vaincre G2 Esports, où ils vont s'incliner 3-0.
Vient alors le Summer Split, où Rogue a un départ compliqué. Malgré cela, ils finissent tout de même la saison régulière en troisième position avec un score de 11-7.
Les playoffs se passent plutôt bien, avec des résultats convaincant face à MAD Lions mais l'équipe s'incline face à G2 et tombe alors en demi-finale face à Fnatic. Cette demi-finale signe le retour des joueurs dans un autre endroit que les studios de la LEC, et signe surtout l'accès à la finale avec une victoire en 3-1.
Le 11 septembre 2022, Rogue réussi à gagner la LEC à Malmö, en l'emportant 3-0 face à G2 Esports. Ce trophée est le premier et le dernier que Rogue emportera sous ce nom.
Rogue joue donc les Worlds 2022 en étant seed 1 de son groupe, et ils se retrouvent donc dans le groupe C, avec DRX (LCK), TOP Esports (LPL) et GAM Esports (PCS). Ils terminent en 4-2 et passe à la phase suivante. Ils affrontent JD Gaming et s'inclineront 3-0.
À la suite de la fusion avec l'équipe espagnole KOI, l'équipe académique, AGO Rogue, se trouvant précédemment en Ultraliga fusionne avec l'équipe de LVP Finetwork KOI (l'équipe académique de KOI).
Grâce à la résurgence de Rogue fin 2023, l'équipe LEC refait son apparition. Ils récupèrent certains joueurs précédemment chez KOI ; Mathias « Szygenda » Jensen, Emil « Larssen » Larsson et Markos « Comp » Stamkopoulos, ainsi que Simon « freddy122 » Payne du coaching staff, et vont compléter l'effectif avec Mark « Markoon » van Woensel et Théo « Zoelys » Le Scornec.
| Nat. | Pseudo   | Nom                 | Rôle     | Date d'entrée    |
| ---- | -------- | ------------------- | -------- | ---------------- |
|      | Szygenda | Mathias Jensen      | Toplaner | 23 novembre 2023 |
|      | Markoon  | Mark van Woensel    | Jungler  | 19 décembre 2023 |
|      | Larssen  | Emil Larsson        | Midlaner | 23 novembre 2023 |
|      | Comp     | Markos Stamkopoulos | AD Carry | 23 novembre 2023 |
|      | Zoelys   | Théo Le Scornec     | Support  | 20 décembre 2023 |

|  | fredy122 | Simon Payne     | Head Coach      | 23 novembre 2023 |
|  | nRated   | Christoph Seitz | Assistant Coach | 21 décembre 2023 |

## Rainbow Six Siege
Le 24 août 2017, Rogue signe l'ancienne équipe de Vertical Gaming : John « Avian » Ackerly, Tyler « Ecl9pse » McMullin, George « KingGeorge » Kassa, Spencer « Slashug » Oliver, Austin « Yung » Trexler et Tristan « Ranger » Perhson. Quatre jours plus tard, Yung quitte Rogue pour retourner à Continuum; il est remplacé par Bryan « Bryan » Agema le 12 septembre. Kevin « Easilyy » Skokowski rejoint l'équipe le 22 décembre après que KingGeorge se soit mis au ban et soit finalement parti en raison de problèmes familiaux,.
Le 19 mars 2018, Emilio « Geo » Leynez Cuevas rejoint l'équipe pour remplacer Avian,. Le 3 septembre, Geo et Bryan quittent tous les deux Rogue et furent plus tard remplacés par Aaron « Shuttle » Dugger et Seth « supr » Hoffman, bien que supr partira deux mois plus tard,. Franklyn « VertcL » Cordero remplacera supr le 28 novembre, trois jours après le départ de ce dernier.
Rogue termine premier à la Dreamhack de Valencia en 2019 et se qualifie pour le Six Major Raleigh 2019. Au Six Major 2019, Rogue se classe de la neuvième à la douzième place après avoir battu Cyclops Athlete Gaming tout en perdant deux fois face à Team Secret en phase de groupes. Après des résultats décevants au Six Major Raleigh 2019, Ranger quitte l'équipe et est remplacé par l'analyste de l'équipe, Eric « Reaper » Nohl. Taylor « Redeemer » Mayeur, ancien joueur de Spacestation Gaming, rejoint l'équipe en tant qu'entraîneur le 9 octobre 2019.
Après la relégation de l'équipe en Challenger League, Ecl9pse, VertcL et Slashug décident de quitter l'équipe pour en rejoindre de nouvelles, provoquant sa dissolution et empêchant ainsi Rogue d'obtenir une place pour la Challenger League en raison de la règle exigeant que 3/5 joueurs conservent une place,,.
Peu de temps après, le 6 janvier 2020, Rogue annonce le rachat de la équipe des Vodafone Giants et la libération des membres restants de l'équipe nord-américaine. Le rachat de celle-ci leur permet d'obtenir une place pour la saison XI de la European Rainbow 6 Pro League et le Six Invitational 2020. L'équipe se classera dernière au Six Invitational 2020 après avoir perdu contre Natus Vincere et les éventuels champions, Spacestation Gaming.
| Nat. | Pseudo   | Nom                   | Rôle      | Date d'entrée    |
| ---- | -------- | --------------------- | --------- | ---------------- |
|      | LeonGids | Leon Giddens          | Capitaine | 19 novembre 2023 |
|      | cryn     | Pascal Alouane        | -         | 19 novembre 2023 |
|      | Deapek   | Tom Pieksma           | -         | 19 novembre 2023 |
|      | Jigsaw   | Jack Gillies          | -         | 19 novembre 2023 |
|      | Hxsti    | Ádám Imre Hostisóczki | -         | 19 novembre 2023 |

|  | Saethus | Tristan Savage | Head Coach | 19 novembre 2023 |

## Palmarès

### Apex Legends
| Date de fin   | Tournoi                                   | Emplacement       | Placement | Prix     |
| ------------- | ----------------------------------------- | ----------------- | --------- | -------- |
| 7 avril 2019  | Strong Esports: 2k Invitational Series #3 | En ligne          | 3e        | 300 $    |
| 19 avril 2019 | TwitchCon Europe Showdown                 | Berlin, Allemagne | 1er       | 74 600 $ |
| 19 juin 2019  | Twitch Rivals: Apex Elite Queue Challenge | Amérique du Nord  | 2e        | 6 300 $  |

### FIFA
| Date de fin    | Tournoi                                   | Emplacement                  | Joueur      | Placement | Prix     |
| -------------- | ----------------------------------------- | ---------------------------- | ----------- | --------- | -------- |
| 6 mai 2019     | COUPE ELEAGUE FIFA 19                     | Atlanta, Géorgie, États-Unis | GoalMachine | 2e        | 5 000 $  |
| 7 juillet 2019 | FIFA 19 Global Series Xbox One - Playoffs | Hambourg, Allemagne          | NRaseck     | 3e - 4e   | 20 000 $ |
| 7 juillet 2019 | FIFA 19 Global Series Xbox One - Playoffs | Hambourg, Allemagne          | Msdossary   | 5e-8e     | 10 000 $ |
| 7 juillet 2019 | FIFA 19 Global Series Xbox One - Playoffs | Hambourg, Allemagne          | GoalMachine | 33e-64e   | 500 $    |

### Fortnite Battle Royale
| Date de fin      | Tournoi                                      | Emplacement                     | Joueur                  | Placement | Prix    |
| ---------------- | -------------------------------------------- | ------------------------------- | ----------------------- | --------- | ------- |
| 27 juillet 2018  | Summer Skirmish Series NA - Semaine 3        | Amérique du Nord                | DrLupo, 00flour         | 20e       | 6 000 $ |
| 17 août 2018     | Summer Skirmish Series NA - Semaine 6 Jour 1 | Amérique du Nord                | GingerPop, WallHackJack | 31e       | 2 550 $ |
| 3 septembre 2018 | Summer Skirmish Series Semaine 8 PAX Est     | Seattle, Washington, États-Unis | 00flour                 | 52e       | 5 000 $ |

### League of Legends
| Date de fin        | Tournoi                          | Emplacement                  | Placement  | Prix       |
| Équipe LEC         | Équipe LEC                       | Équipe LEC                   | Équipe LEC | Équipe LEC |
| ------------------ | -------------------------------- | ---------------------------- | ---------- | ---------- |
| 16 mars 2019       | LEC 2019 Spring Split            | Berlin, Allemagne            | 10e        | -          |
| 17 septembre 2019  | LEC 2019 Summer Split            | Berlin, Allemagne            | 5e         | -          |
| 8 septembre 2019   | LEC 2019 Summer Split - Playoffs | Berlin, Allemagne            | 4e         | 20 000 €   |
| 28 mars 2020       | LEC 2020 Spring Split            | Berlin, Allemagne / En ligne | 6e         | -          |
| 19 avril 2020      | LEC 2020 Spring Split - Playoffs | En ligne                     | 5e         | 12 500 €   |
| 9 août 2020        | LEC 2020 Summer Split            | En ligne                     | 1er        | -          |
| 3 septembre 2020   | LEC 2020 Summer Split - Playoffs | En ligne                     | 3e         | 30 000 €   |
| 31 octobre 2020    | Worlds 2020                      | Shanghai, Chine              | 13e - 16e  | 33 375$    |
| 14 mars 2021       | LEC 2021 Spring Split            | En ligne                     | 2e         | -          |
| 11 avril 2021      | LEC 2021 Spring Split - Playoffs | Berlin, Allemagne            | 2e         | 50 000 €   |
| 1er août 2021      | LEC 2021 Summer Split            | Berlin, Allemagne / En ligne | 1er        | -          |
| 29 août 2021       | LEC 2021 Summer Split - Playoffs | Berlin, Allemagne            | 3e         | 30 000 €   |
| 6 novembre 2021    | Worlds 2021                      | Reykjavik, Islande           | 9e - 11e   | 55 625 $   |
| 6 mars 2022        | LEC 2022 Spring Split            | En ligne                     | 1er        | -          |
| 10 avril 2022      | LEC 2022 Spring Split - Playoffs | Berlin, Allemagne            | 2e         | -          |
| 14 août 2022       | LEC 2022 Summer Split            | Berlin, Allemagne            | 3e         | -          |
| 11 septembre 2022  | LEC 2022 Summer Split - Playoffs | Malmö, Suède                 | 1er        | -          |
| 11 septembre 2022  | Worlds 2022                      | New-York, États-Unis         | 5e - 8e    | 100 125 $  |
| Équipe d'Ultraliga |                                  |                              |            |            |
| 27 mars 2019       | Ultraliga Saison 1               | Varsorvie, Pologne           | 1er        | 42 000 zł  |
| 28 avril 2019      | European Masters 2019 Printemps  | Leicester, Angleterre        | 9e - 12e   | 4 000 €    |
| 28 août 2019       | Ultraliga Saison 2               | Varsorvie, Pologne           | 2e         | 27 000 zł  |
| 29 septembre 2019  | European Masters 2019 Été        | Katowice, Pologne            | 5e- 8e     | 8 000 €    |
| 1er avril 2020     | Ultraliga Saison 3               | Varsovie, Pologne / En ligne | 1er        | 42 000 zł  |
| 10 mai 2020        | European Masters 2020 Printemps  | En ligne                     | 3e - 4e    | 13 500 €   |
| 12 août 2020       | Ultraliga Saison 4               | En ligne                     | 2e         | 27 000 zł  |
| 20 septembre 2020  | European Masters 2020 Été        | En ligne                     | 1er        | 40 000 €   |
| 3 mars 2021        | Ultraliga Saison 5               | En ligne                     | 1er        | 42 000 zł  |
| 2 mai 2021         | European Master 2021 Printemps   | En ligne                     | 12e - 13e  | 4 000 €    |
| 11 août 2021       | Ultraliga Saison 6               | En ligne                     | 3e         | 29 500 zł  |
| 19 septembre 2021  | European Master 2021 Été         | En ligne                     | 9e - 12e   | 4 000 €    |
| 30 mars 2022       | Ultraliga Saison 7               | En ligne                     | 1er        | 60 000 zł  |
| 7 mai 2022         | European Master 2022 Printemps   | En ligne                     | 3e - 4e    | 13 500 €   |
| 17 août 2022       | Ultraliga Saison 8               | En ligne                     | 2e         | 20 000 zł  |
| 25 septembre 2022  | European Master 2022 Été         | En ligne                     | 10e - 15e  | 3 250 €    |

### Tom Clancy's Rainbow Six Siege
| Date de fin                | Tournoi                                       | Emplacement                           | Placement         | Prix              |
| Équipe européenne          | Équipe européenne                             | Équipe européenne                     | Équipe européenne | Équipe européenne |
| -------------------------- | --------------------------------------------- | ------------------------------------- | ----------------- | ----------------- |
| 16 février 2020            | Six Invitational 2020                         | Montreal, Quebec, Canada              | 13e - 16e         | $60,000           |
| 13 avril 2020              | Pro League Saison 11 NA                       | Europe                                | 1er               | $50,000           |
| 7 juin 2020                | European Open Clash                           | Europe                                | 2e                | $0                |
| 20 juillet 2020            | European League Saison 1 - Stage 1            | Europe                                | 1er               | $16,866           |
| Ancienne équipe américaine |                                               |                                       |                   |                   |
| 26 août 2017               | Pro League Year 2 Saison 2 - Finales          | Cologne, Allemagne                    | 5e - 8e           | $8,000            |
| 30 octobre 2017            | Pro League Year 2 Saison 3 - Amérique du Nord | Amérique du Nord                      | 3e                | $6,000            |
| 18 février 2018            | Six Invitational 2018                         | Montreal, Quebec, Canada              | 3e - 4e           | $40,000           |
| 23 avril 2018              | Pro League Saison 7 - Amérique du Nord        | Amérique du Nord                      | 1er               | Finals            |
| 20 mai 2018                | Pro League Saison 7 - Finales                 | Atlantic City, New Jersey, États-Unis | 3e - 4e           | $15,000           |
| 3 juin 2018                | Dreamhack Austin 2018                         | Austin, Texas, États-Unis             | 3e                | $6,000            |
| 17 juillet 2018            | DreamHack Valencia 2018                       | Valence, Espagne                      | 5e - 8e           | $1,000            |
| 25 juillet 2018            | OGA PIT Saison 1 - Amérique du Nord           | Amérique du Nord                      | 2e                | $3,750            |
| 19 août 2018               | Six Major Paris 2018                          | Paris, France                         | 3e - 4e           | $25,000           |
| 9 septembre 2018           | Dreamhack Montreal 2018                       | Montréal, Québec, Canada              | 2e                | $12,000           |
| 28 septembre 2018          | USN 2018 Stage 2 Western Conference           | États-Unis                            | 1er               | $1,000            |
| 22 octobre 2018            | Pro League Saison 8 - Amérique du Nord        | Amérique du Nord                      | 2e                | Finals            |
| 18 novembre 2018           | Pro League Saison 8 - Finales                 | Rio de Janeiro, Brésil                | 5e - 8e           | $8,000            |
| 16 décembre 2018           | United States Nationals 2018                  | Las Vegas, Nevada, États-Unis         | 1er               | $20,000           |
| 17 février 2019            | Six Invitational 2019                         | Montréal, Québec, Canada              | 13e - 16e         | $20,000           |
| 22 avril 2019              | Pro League Saison 9 - Amérique du Nord        | Amérique du Nord                      | 4e                | $6,000            |
| 9 juin 2019                | Allied Esports Vegas Minor 2019               | Las Vegas, Nevada, États-Unis         | 5e - 8e           | $4,000            |
| 7 juillet 2019             | Dreamhack Valencia 2019                       | Valence, Espagne                      | 1er               | $30,000           |
| 1er août 2019              | USN 2019 Stage 2 Western Conference           | Amérique du Nord                      | 1er               | $1,000            |
| 14 août 2019               | Six Major Raleigh 2019                        | Raleigh, Caroline du Nord, États-Unis | 9e - 12e          | $10,000           |
| 6 septembre 2019           | Dreamhack Montreal 2019                       | Montréal, Québec, Canada              | 5e - 8e           | $4,000            |
| 16 octobre 2019            | Pro League Saison 10 - Amérique du Nord       | Amérique du Nord                      | 7e                | $12,500           |

### Rocket League
| Date de fin     | Tournoi                                   | Emplacement                         | Placement | Prix     |
| --------------- | ----------------------------------------- | ----------------------------------- | --------- | -------- |
| 4 juin 2017     | RLCS Saison 3 - Finals                    | Los Angeles, Californie, États-Unis | 3e - 4e   | 8 000 $  |
| 18 juin 2017    | DreamHack Summer 2017                     | Jönköping, Suède                    | 5e-6e     | 6 000 $  |
| 16 juillet 2017 | FACEIT X Games Rocket League Invitational | Minneapolis, Minnesota, États-Unis  | 3e - 4e   | 5 000 $  |
| 27 août 2017    | Rocket League Universal Open: Saison 1    | Santa Ana, Californie, États-Unis   | 3e        | 10 000 $ |
| 14 octobre 2017 | RLCS Saison 4 - Amérique du Nord          | Amérique du Nord                    | 5e - 6e   | 8 500 $  |
| 21 avril 2018   | RLCS Saison 5 - Amérique du Nord          | Amérique du Nord                    | 5e - 6e   | 11 750 $ |
| 11 mai 2019     | RLCS Saison 6 - Amérique du Nord          | Amérique du Nord                    | 7e        | 20 531 $ |
| 23 juin 2019    | RLCS Saison 7 - Amérique du Nord          | Amérique du Nord                    | 4e        | 26 531 $ |
| 18 août 2019    | Rocket League Summit 1                    | Los Angeles, Californie, États-Unis | 5e - 6e   | 2 000 $  |
| 6 octobre 2019  | RLCS Saison 7 - Finals                    | Newark, New Jersey, États-Unis      | 3e        | 40 000 $ |